# Jalal Mirzayev
 (août 2023).
Pour les articles homonymes, voir Mirzayev.
Jalal Mirzayev (en azéri : Cəlal Sabir oğlu oğlu Mirzəyev ; né le 17 octobre 1977 à Masallı) est un diplomate azerbaïdjanais, ambassadeur extraordinaire et plénipotentiaire de la république d'Azerbaïdjan en Indonésie depuis 2019.

## Biographie
Jalal Sabir oglu Mirzayev, ambassadeur de la république d'Azerbaïdjan auprès de la république de Singapour, est un diplomate de carrière avec plus de 20 ans d'expérience dans la diplomatie bilatérale et multilatérale.
Jalal Mirzayev a rejoint le ministère azerbaïdjanais des Affaires étrangères en 1999. Il a servi à la mission permanente d'Azerbaïdjan auprès des Nations unies à New York de 2001 à 2003, et à la mission d'Azerbaïdjan auprès de l'Organisation du traité de l'Atlantique nord (OTAN) à Bruxelles de 2003 à  2005. Il a rejoint le premier département territorial (ouest) du ministère azerbaïdjanais des affaires étrangères en 2005, avant d'être nommé premier secrétaire à l'ambassade d'Azerbaïdjan en Malaisie en 2007. Il est retourné au premier département territorial (ouest) du ministère azerbaïdjanais. des Affaires étrangères en 2009 en tant que chef de division. M. Mirzayev a également été représentant permanent adjoint auprès du Conseil de l'Europe à Strasbourg de 2011 à 2015, puis a occupé le poste de chef adjoint du département des Amériques du ministère azerbaïdjanais des Affaires étrangères en octobre 2015. Il a été chargé d'affaires aux Pays-Bas de septembre 2017 jusqu'à sa nomination comme ambassadeur en Indonésie en septembre 2019. Il est également ambassadeur auprès de l'ASEAN depuis 2020.
Jalal Mirzayev est titulaire d'une maîtrise ès arts en relations internationales de l'université d'État de Bakou. Il est marié, a trois enfants et parle anglais, français et russe.